# Alex (Lost : Les Disparus)
Pour les articles homonymes, voir Alex.
Alexandra « Alex » Linus (née Rousseau) est un personnage du feuilleton télévisé Lost : Les Disparus. Elle est interprétée par Tania Raymonde.
Alex est introduit dans le quinzième épisode de la seconde saison. Son personnage est né sur l'île de Danielle et Robert Rousseau en janvier 1989, environ 16 ans avant le crash du vol Oceanic 815. Par la suite, elle se fait enlever par les « Autres » et adopter par Benjamin Linus qui prétend que sa mère est morte et qu'il est son père. Elle est tuée par Martin Keamy qui lui tire une balle dans le dos sous les yeux de son père adoptif le 27 décembre 2004

## Biographie fictive

### Avant le Crash
Alex est née sur l'île de Danielle et Robert Rousseau qui faisaient partie d'une équipe scientifique française. D'après Danielle, toute son équipe est devenue malade deux mois après leur arrivée sur l'île, elle a dû tous les tuer puis elle a accouché d'Alex. Une semaine plus tard, Danielle aperçoit une colonne de fumée noire sur l'île ; et la même nuit, Benjamin Linus enlève Alexandra et ordonne à sa mère de ne pas le suivre si elle tient à son bébé. Charles Widmore avait ordonné à Ben (et à Ethan Rom) de la tuer mais celui-ci refusa prétendant qu'elle n'était pas un animal. Il l'élèvera comme son père et lui fera croire que sa mère est morte.

### Après le Crash
En octobre 2004, Alex aide Claire Littleton à s'échapper de la station Le Caducée où elle était retenue par certains Autres incluant Ethan. Elle réapparaît pour les aider à transporter Michael puis pour aider Kate et James à s'échapper de leur détention mais elle renonce quand Danny Pickett la menace avec une arme. Peu de temps après, elle essaye à nouveau et réussit à les aider. Elle est d'accord pour les laisser partir s'ils l'aident à libérer son petit ami Karl Martin. Ils le libèrent d'une station où Ben lui faisait subir un lavage de cerveau (pour qu'elle ne tombe pas enceinte de Karl). Alex, Kate, Sawyer et Karl sont prêts à partir quand Juliet insiste pour qu'Alex reste. Plus tard, elle aide Jack à s'échapper de sa cellule pour interrompre l'exécution de Juliet. Elle est réunie avec sa mère deux semaines plus tard. Alors qu'elle se trouvait avec Karl et Danielle, des balles les tuent tous les deux et elle se retrouve prise en otage par l'équipe de Martin Keamy qui l'abat quelques heures plus tard sous les yeux de son père adoptif, clamant qu'il s'en fichait, que ce n'était pas sa fille. Ben regrette beaucoup sa mort et envoie le monstre de fumée sur eux.